# Dinozé
Dinozé település Franciaországban, Vosges megyében. Lakosainak száma 652 fő (2022. január 1.). Dinozé Arches, Dounoux és Épinal községekkel határos.

## Népesség
A település népességének változása:
| Lakosok száma | 594  | 596  | 611  | 604  | 611  | 624  | 633  | 643  | 652  |
|               | 2013 | 2015 | 2016 | 2017 | 2018 | 2019 | 2020 | 2021 | 2022 |